# Loughor
Loughor (/ˈlʌxər/; en galés: Gasllwchwr o Casllwchwr) es un pueblo situado dentro de la ciudad-condado de Swansea, Gales, en los confines del condado histórico de Glamorgan. Se encuentra a orillas del río Loughor y cuenta con un consejo comunitario llamado Llwchwr. Loughor limita con las comunidades de Bynea en Carmarthenshire, Grovesend (Pengelli), Gowerton (Tre-Gwŷr) y Gorseinon.

## Historia
Loughor alberga el castrum romano de Leucarum, sobre el cual se construyó el castillo de Loughor en 1106. La población se desarrolló  a partir de dicho castillo.
Loughor posee su propia estación de botes salvavidas desde el año 1969, situada cerca del puente sobre la autovía. El actual bote salvavidas
es un Ribcraft 5,85m RIB. El crecimiento poblacional de Loughor contribuyó al desarrollo de su puerto marítimo. Entre las principales industrias del siglo XX cabe destacar las de producción de derivados de estaño y acero.

## Estructura y servicios

Antiguo Ayuntamiento de Loughor.

Loughor se divide en dos zonas delimitadas que coinciden con los actuales distritos electorales de Lower Loughor y Upper Loughor, cada uno de los cuales tiene su propia historia. Lower Loughor se encuentra cerca del mar en tierras bajas, mientras que Upper Loughor está en las alturas. Loughor se desarrolló originalmente alrededor del castillo normando, en lo que actualmente forma parte del distrito de Lower Loughor. Por su parte, Upper Loughor fue en sus orígenes un asentamiento distinto, emplazado inicialmente en lo que hoy es Glebe Road, y mantuvo su propia identidad y autonomía hasta mediados del siglo XIX. Loughor es en la actualidad una ciudad dormitorio de Swansea y Llanelli al otro lado del puente de Loughor, junto a la localidad de Gorseinon. 
Loughor cuenta con dos escuelas, la escuela primaria Tre Uchaf y la escuela primaria Casllwchwr. Frente al colegio Tre Uchaf se encuentra el edificio universitario del Gower College Swansea.
El club local de rugby a 15 es el Loughor RFC.